# Petropseudes dahli
Petropseudes dahli là một loài động vật có vú trong họ Pseudocheiridae, bộ Hai răng cửa. Loài này được Collett mô tả năm 1895.

## Hình ảnh

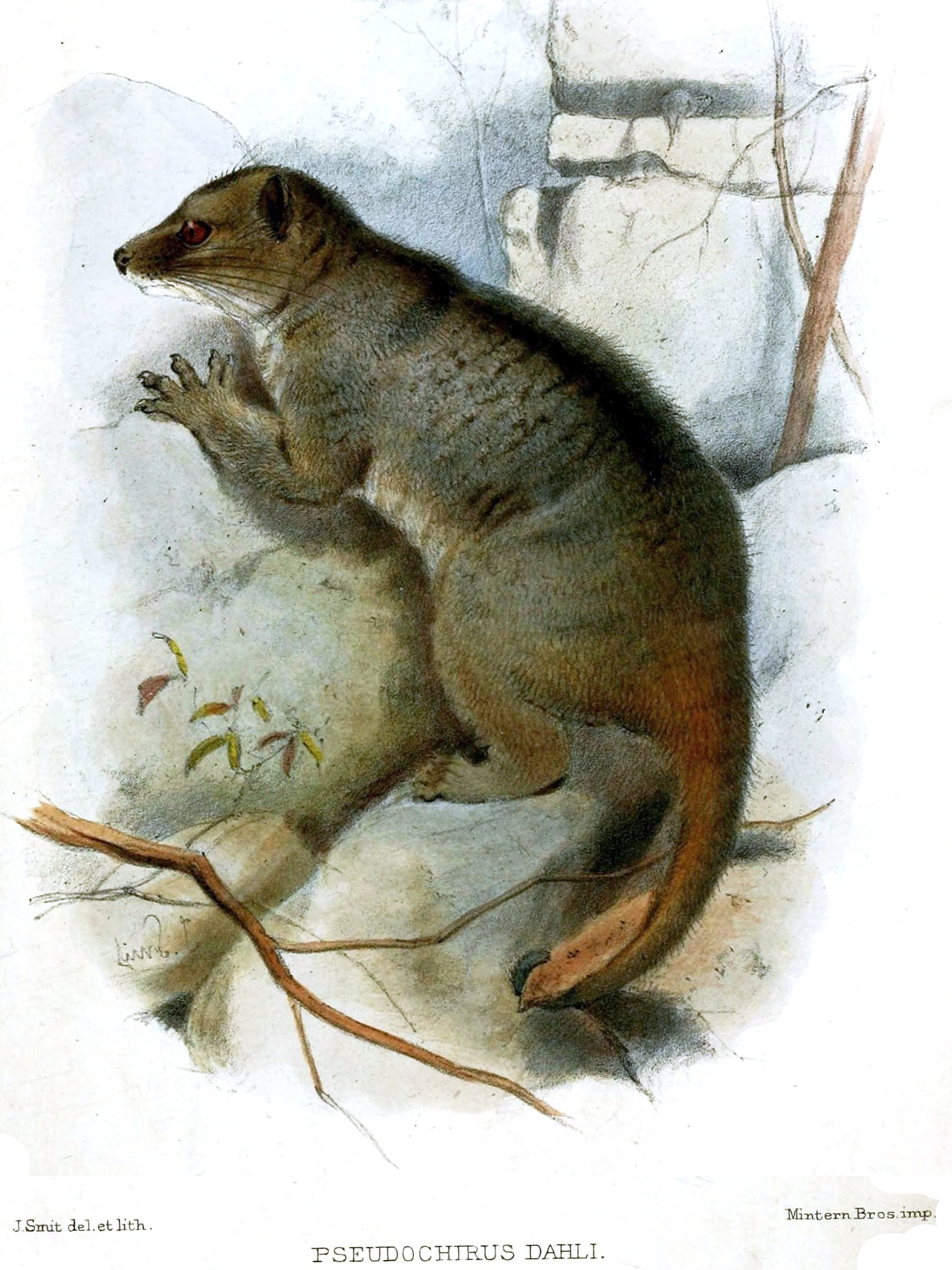